# Alcantara (azienda)
Alcantara S.p.A. è una società italiana che opera nel settore tessile.
Produce materiali di rivestimento, tra cui l'omonimo tessuto Alcantara che viene distribuito a livello mondiale (l'export pesa per il 90%).
La sede legale e direzionale dell'azienda è a Milano, mentre l'impianto produttivo (di 450 000 metri quadrati) si trova a Nera Montoro, frazione del comune di Narni (in provincia di Terni).
Nella sede di Nera Montoro si trova anche il Centro sviluppo applicazioni, dedicato alla ricerca sui materiali. Il centro è organizzato in due aree: il "Laboratorio prove comportamentali" (per la valutazione delle prestazioni del prodotto) e il "Laboratorio tecnologie applicative" (per lo studio e lo sviluppo di nuove tecnologie e processi di lavorazione).

## Storia
Nel 1970 Il ricercatore giapponese Miyoshi Okamoto deposita il brevetto per la realizzazione del materiale di rivestimento che verrà commercializzato con il nome di Alcantara.
Toray avvia la ricerca di un partner internazionale per l'utilizzo commerciale del brevetto. Nel 1972 nasce Antor S.p.A. (acronimo di Anic Toray) dalla joint venture tra il Gruppo Toray, apportatore della tecnologia di base, e il Gruppo Anic (Gruppo ENI, in seguito a un riordino societario).
Nel 1973 Antor S.p.A. cambia il nome in Iganto S.p.A. (acronimo di Italia-Giappone-Anic-Toray) e nel 1974 Sofid vende la propria quota di capitale (49%) alla Toray Industries Inc. del Gruppo Toray.
Nel 1981 Iganto S.p.A. assume il nome di Alcantara S.p.A. Il capitale sociale è ancora diviso tra Gruppo ENI (51%) e Gruppo Toray (49%).
Nel 1995 avviene il passaggio azionario definitivo per il 100% delle quote dal Gruppo ENI al Gruppo Toray. L'operazione è formalizzata per 195 miliardi di lire. Subito dopo il Gruppo Toray cede il 30% al Gruppo Mitsui.
Nel 2004 Andrea Boragno diviene amministratore delegato e nel 2009 presidente di Alcantara.
Nel 2009 Alcantara è la prima azienda italiana a ottenere la certificazione di carbon neutrality, che attesta un bilancio netto di emissioni di gas serra pari a zero.
Nel 2010 viene realizzata la prima collezione di prodotti finiti a marchio proprietario “Alcantara”.
Nel 2011 Alcantara estende l'applicazione del principio di carbon neutrality, dal criterio "dalla culla al cancello" (from cradle to gate) al criterio "dalla culla alla tomba" (from cradle to grave) per includere tutte le fasi di produzione, uso e smaltimento del prodotto.
Nel 2012 il nuovo impianto di cogenerazione viene avviato e l'anno successivo inizia il nuovo progetto volto a ridurre gli impatti ambientali e i consumi energetici del processo produttivo.

## Dati economici
Sotto la guida di Andrea Boragno, dal 2009 al 2014 Alcantara ha quasi raddoppiato il proprio fatturato (da 64,3 a 123,8 milioni di euro) e triplicato il proprio operating income (da 7,9 a 23,6 milioni di euro). Il fatturato del 2015 è di 165 milioni di euro.
Nel 2015 l'analisi economica di Interbrand attesta il valore del marchio di 100 milioni di euro (un incremento di 15 volte rispetto alla valutazione di 6,5 milioni effettuata dalla stessa Interbrand nel 2006).
Le quote della società sono distribuite tra Gruppo Toray (70%) e Gruppo Mitsui (30%).

## Settori di riferimento
Alcantara è impiegato in diversi settori, tra cui industria automobilistica, nautica da diporto, arredamento, abbigliamento, moda, elettronica di consumo.
L'industria automobilistica è il settore principale (rappresenta il 78% del fatturato). Alcantara fornisce tessuti per marchi tedeschi (Audi, BMW, Mercedes, Porsche), britannici (McLaren, Aston Martin) e italiani (Ferrari, FIAT, Lamborghini, Maserati, Lancia, Abarth, Ermini, Alfa Romeo).
Nel gennaio 2015 Alcantara è stata scelta da alcune griffe mondiali della moda, tra cui Yohji Yamamoto, MaxMara e Woolrich.